# Список кардиналов, возведённых папой римским Григорием VII

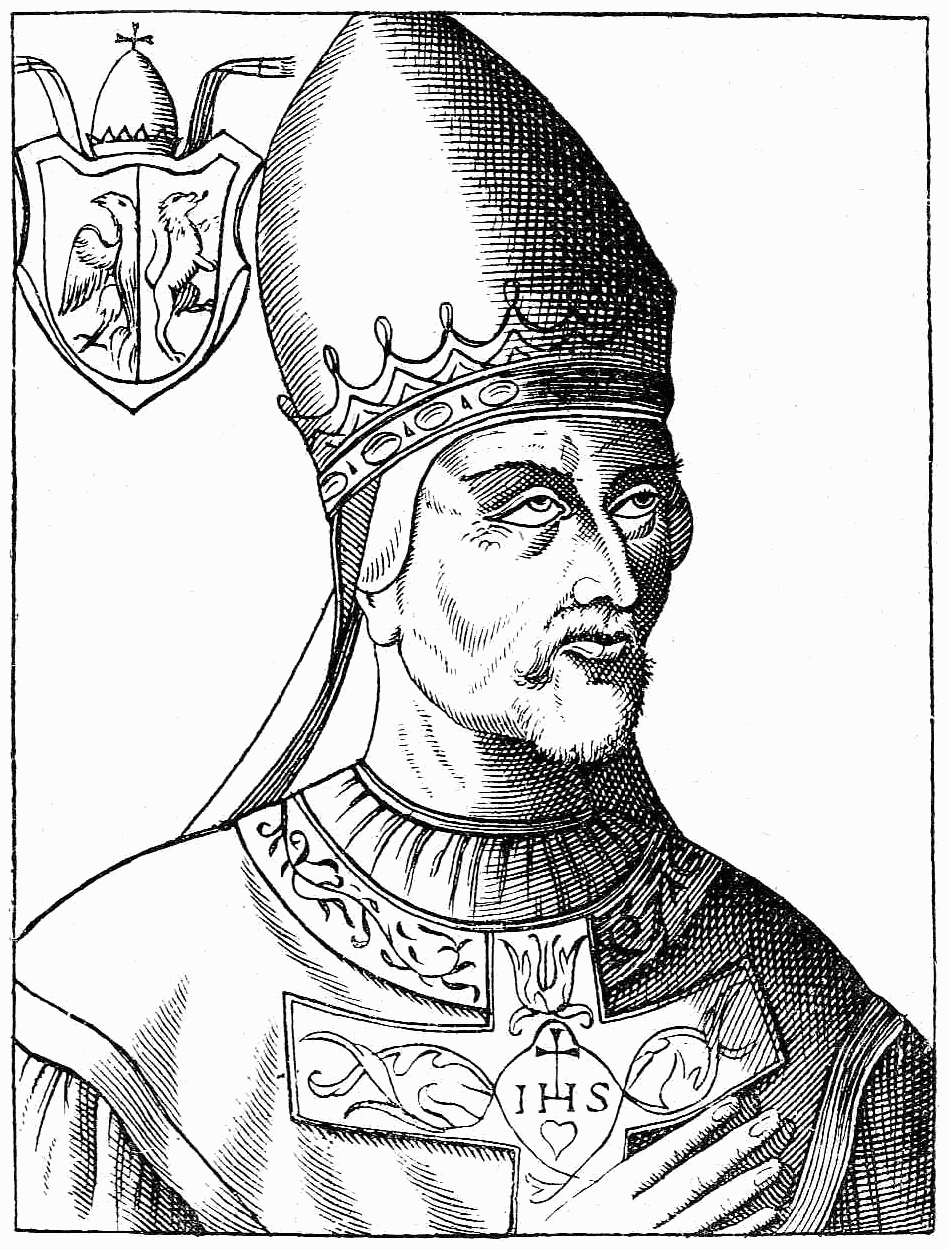
Папа Григорий VII

Кардиналы, возведённые Папой римским Григорием VII — 31 прелата, клириков и мирян были возведены в сан кардинала на восьми Консисториях за двенадцать лет понтификата Григория VII.
Самой большой консисторией, была Консистория от 1073 года, на которой было назначено тринадцать кардиналов.

## Консистория от 1073 года
- Реджиццо (кардинал-епископ Сабины);
- Эд де Шатильон де Лажери, O.S.B.Clun., приор монастыря Клюни(титулярная церковь неизвестна);[1]
- Конон, C.R.S.A. (кардинал-священник церкви Сант-Анастазия);
- Деусдедит (кардинал-священник церкви Сан-Пьетро-ин-Винколи);
- Бенедетто Као (кардинал-священник церкви Санта-Прасседе);
- Иоанн (кардинал-священник церкви Санти-Сильвестро-э-Мартино-ай-Монти);
- Раньеро Бьеда, O.S.B.Clun., аббат монастыря Санти-Лоренцо-э-Стефано-фуори-ле-мура, Рим (кардинал-священник церкви Сан-Клементе);[2]
- Натрон (титулярная церковь неизвестна);
- Иоанн (кардинал-священник церкви Санти-Джованни-э-Паоло);
- Эвен, O.S.B., аббат монастыря Сен-Мелен в Ренне, Франция (титулярная диакония неизвестна);
- Григорий (титулярная диакония неизвестна);
- Иоанн (титулярная диакония неизвестна);
- Григорий (титулярная диакония неизвестна).

## Консистория от 1074 года
- Иоанн, епископ Вивьера (титулярная церковь неизвестна).

## Консистория от 1075 года
- Грациан (титулярная церковь неизвестна);
- Фалько (кардинал-священник церкви Санта-Мария-ин-Трастевере);
- Иннокентий (титулярная церковь неизвестна);
- Бонсиньор (титулярная церковь неизвестна);
- Крешенцио (титулярная диакония неизвестна);
- Личинио Савелли (кардинал-дьякон с титулярной диаконией Сан-Джорджо-ин-Велабро);
- Берардо (кардинал-дьякон с титулярной диаконией Сант-Адриано).

## Консистория от 1076 года
- Пьетро Дамиано младший, O.S.B.Cam., (титулярная диакония неизвестна).

## Консистория от 1077 года
- Бенедетто (кардинал-священник церкви Санта-Пуденциана);
- Дезидерио (кардинал-священник церкви Санта-Прасседе);
- Пьетро (титулярная церковь неизвестна).

## Консистория от 1078 года
- Григорий (кардинал-епископ Сабины);
- Ришар де Мийо, O.S.B. (титулярная церковь неизвестна).[3]

## Консистория от 1080 года
- Джованни Минуто (епископ Лабьяко);
- Стефан (неизвестно был ли он кардиналом-священником или кардиналом-дьяконом).

## Консистория от 1084 года
- Гебицо, O.S.B., епископ Чезены (титулярная церковь неизвестна).

## Консистория от 1085 года
- Аццо (титулярная церковь неизвестна).